# Берестейська зустріч
Берестейська зустріч — таємні перемовини, які відбулися в 1409 році у Бересті під час Великої війни (1409—1411) між великим князем Великого князівства Литовського Вітовтом і королем Польського королівства Ягайлом.
У грудні 1408 року на таємній нараді в Новогрудку Ягайло і Вітовт ухвалили рішення про спільну війну Польського королівства і ВКЛ із Тевтонським орденом. На зустрічі в Бересті у грудні 1409 впродовж 9 днів були прийняті рішення про план літньої кампанії 1410 року і подальший хід війни, час і місце збору об'єднаних військових сил, будівництво понтонного мосту для переправи через Віслу. На Берестейській зустрічі був присутній хан Джелал ад-Дін (син Тохтамиша), якому підпорядковувалася золотоординська кіннота, що була на службі у ВКЛ.
Уже 18 грудня, завдяки своїм шпигунам, великий магістр Тевтонського ордена Ульріх фон Юнгінген знав про плани союзників.